# Porta dell'inferno
Il cratere gassoso Darvaza (in turkmeno «Garagum ýalkymy»), noto anche come Porta dell'Inferno o Cancelli degli Inferi (il turkmeno «derweze» deriva dal persiano «دروازه» [darvaza] ovvero «cancello»), è un cratere originato dal collasso di una caverna di gas naturale situato a Darvaza, in Turkmenistan. I geologi lo hanno intenzionalmente dato alle fiamme per impedire la diffusione di gas metano, e si presume che abbia bruciato senza sosta per più di 50 anni, dal 1971 all'agosto 2025.
Il cratere è una popolare attrazione turistica, visitato da 50.000 turisti tra il 2009 e il 2014, con una superficie totale di 5.350 m² e la zona circostante è anche famosa per il campeggio nel deserto selvaggio.

## Geografia
Il cratere è situato vicino al piccolo villaggio di Derweze, situato nel Deserto del Karakum, 260 km a nord della capitale Aşgabat. Il villaggio di Derweze Conta circa 350 abitanti, per la maggior parte della tribù Tekke che mantengono uno stile di vita seminomade. Il nome "porta dell'inferno" è stato dato al sito dalla popolazione locale, per via del fuoco, del fango bollente e delle fiamme arancioni presenti nel grande cratere, che ha un diametro di 70 metri.

## Storia dell'incidente

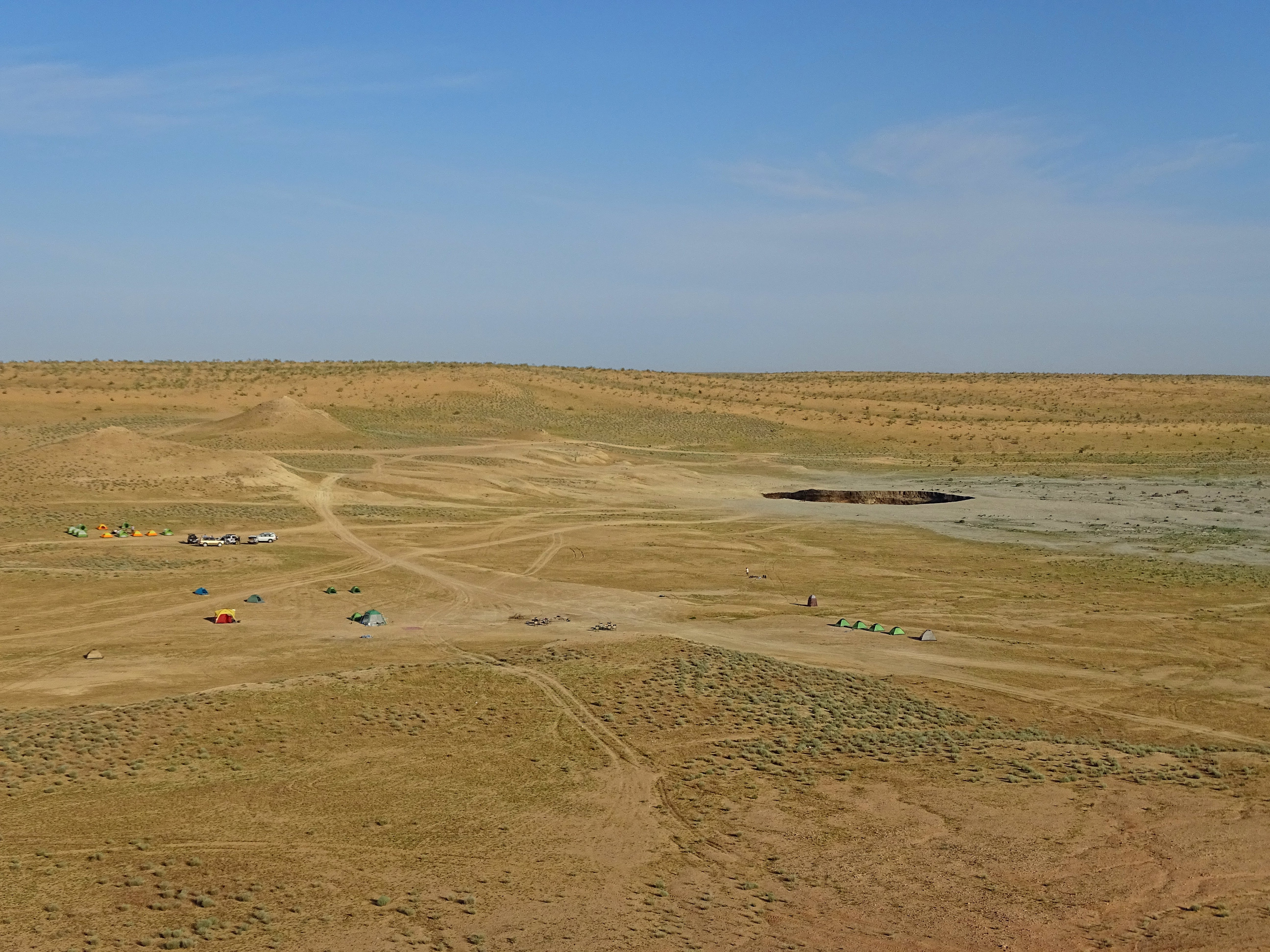
La zona circostante la porta dell'inferno, comprendente la zona usata a campeggio, circa duecento metri a sud del cratere

Adesso è noto che sotto Derweze si trova un grande giacimento di gas naturale, ma nel 1971 alcuni geologi sovietici vi ubicarono una piattaforma di perforazione nella zona in cerca di petrolio. Il terreno sotto la piattaforma crollò precipitando in una caverna piena di gas naturale ed inghiottendo tutte le attrezzature degli scienziati.
L'incidente non causò vittime fra i ricercatori, sebbene non sia stato escluso che la grande quantità di gas sprigionatasi nei primi tempi possa aver determinato la morte di alcuni abitanti dei villaggi vicini. Il timore che si potesse diffondere gas velenoso condusse i geologi ad innescare l'incendio nella speranza che il fuoco consumasse tutto il gas combustibile presente all'interno della caverna nel giro di qualche giorno. Tuttavia ancora oggi le fiamme continuano a bruciare inestinte.

## Situazione attuale

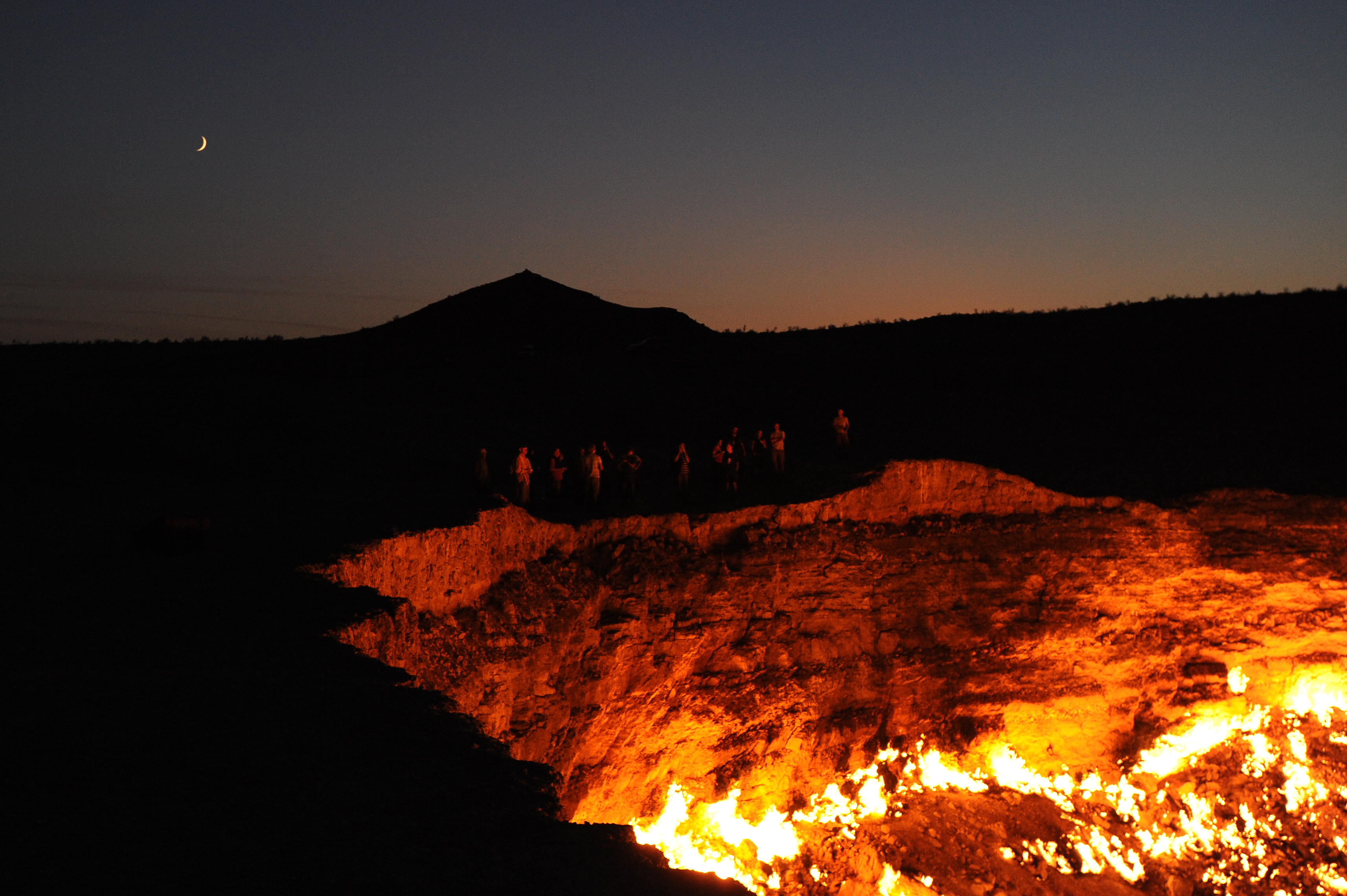
Alcune persone si affacciano sul cratere di notte

Allo stato attuale, il cratere presenta un diametro di 60–70 m e una profondità di circa 20 m e tra gli autoctoni è diffusa la credenza che si tratti di un fenomeno soprannaturale.
L'esploratore e cacciatore di tempeste George Kourounis nel novembre 2013, in una spedizione finanziata in parte dal National Geographic, è stata la prima persona a scendere nel cratere. Una volta giuntovi, ha raccolto campioni di terreno nei quali sono stati ritrovati batteri che sopravvivevano nonostante le condizioni estreme di temperatura. Tali batteri sono stati trovati solo all'interno del cratere e non sui terreni circostanti.
In ragione del continuo bruciare di gas, il bagliore che nasce dal foro è visibile, di notte, da chilometri di distanza. Ciò ha fatto sì che, nonostante l'isolamento e il forte odore sulfureo esalato dalle fiamme che pervade tutta la zona, la "porta dell'inferno" diventasse una fra le mete turistiche più visitate del Turkmenistan. I turisti hanno pubblicato su Internet molti video del cratere in fiamme.

## Effetti della perdita di gas
La scelta di dare fuoco al deposito nel tentativo di frenare la perdita di gas naturale è stata dettata sia dalla sua tossicità, e dunque dalla pericolosità che avrebbe potuto costituire per le popolazioni e per l'ecosistema locale, sia dal fatto che il metano agisce come un gas serra con un'azione molto più marcata rispetto ai prodotti della sua combustione. In effetti, basti pensare che il metano ha un potere climalterante (i.e. GWP, Global Warming Power) 28 volte quello dell’anidride carbonica (secondo il V report IPCC del 2014): ciò significa che una singola molecola di metano rilasciata inquina quanto 28 molecole di CO₂.
Questo per quanto concerne i danni globali: va invece precisato che i danni locali (in virtù della sua tossicità) avrebbero avuto un impatto limitato, dal momento che la zona dove si colloca la "porta dell'inferno" è desertica e praticamente disabitata.
Nonostante non si sappia quanto gas sia stato bruciato nella "porta dell'inferno", né quanto ancora ne possa bruciare, il Turkmenistan ha programmato lo sfruttamento del deposito di gas naturale. Nell'aprile del 2010, in occasione di una visita al sito, il presidente del Turkmenistan Gurbanguly Berdimuhamedow ha ordinato, infatti, di chiudere il cratere o comunque di adottare misure che limitino l'influenza della perdita di gas rispetto allo sviluppo di altri giacimenti di gas naturale nell'area.
Dopo oltre 50 anni, grazie all'aumento della quantità di gas estratto dal sottosuolo, dovuto allo sfruttamento del giacimento da parte della compagnia di stato del Turkmenistan, la pressione del gas in uscita risulta notevolmente in diminuzione, con conseguente calo delle fiamme visibili.